# Oswaldia apicalis
Oswaldia apicalis är en tvåvingeart som först beskrevs av Louis-Paul Mesnil 1957.  Oswaldia apicalis ingår i släktet Oswaldia och familjen parasitflugor. Inga underarter finns listade i Catalogue of Life.